# Du New Morning au Zénith
Albums par Fredericks Goldman Jones
Rouge
(1993) Pluriel 90/96
(2000)
Lives par Fredericks Goldman Jones
Sur scène
(1992)
Singles
1. Pas toi
Sortie : 1995

Du New Morning au Zénith est l'album enregistré en public de la tournée de 1994 et 1995 de Fredericks Goldman Jones sorti le 18 mai 1995. 
Il a été enregistré en avril 1994 au New Morning de Paris, puis en juin 1994 à Grenoble et Lausanne. Il est composé de 31 pistes, entre succès solo de Jean-Jacques Goldman et chansons des deux albums studio du trio. Il a remporté un grand succès dans les pays francophones.

## Succès
L'album s'est classé directement n°2 au Top Albums, sans parvenir à détrôner l'album D'eux de Céline Dion, également réalisé par Goldman, alors n°1. Il est certifié platine au bout de trois mois, pour 300 000 ventes.

## Liste des titres
Disque 1 :
1. Veiller tard
2. Ne lui dis pas
3. Quelque chose de bizarre
4. Jeanine médicament blues
5. Il part
6. Il y a
7. P'tit blues peinard
8. Confidentiel
9. C'est pas d'l'amour
10. Un, deux, trois
11. Pas toi
12. Think, reprise d'Aretha Franklin
13. Knock on Wood, reprise d'Eddie Floyd
14. Tobacco Road, reprise de John D. Loudermilk
15. Serre-moi (début)
16. Des vôtres
17. Envole-moi

Disque 2 :
1. Que disent les chansons du monde ?
2. Comme toi
3. Être le premier
4. Je commence demain
5. Des vies
6. On n'a pas changé
7. Frères
8. Juste après
9. A nos actes manqués
10. Fermer les yeux
11. Il suffira d'un signe
12. Rouge
13. Puisque tu pars
14. Serre-moi (fin)

Disque 1, pistes 1 à 14 : concerts acoustiques du New Morning, au profit d'Amnesty International.
Disque 1, pistes 15 à 17 ; disque 2 : concerts électriques (Tournée Rouge 94).

## Musiciens
- Réalisation, prise de son, mixage : Andy Scott
- Guitare : Michael Jones
- Batterie : Christophe Deschamps
- Basse : Claude Le Péron
- Claviers : Philippe Grandvoinet & Jacky Mascarel
- Percussions : Erick Benzi
- Chœurs : Chœurs de l'Ex Armée Rouge
- Chœurs New Morning : Beckie Bell & Yvonne Jones

## Certification
| Année | Ventes  | Certification |
| ----- | ------- | ------------- |
| 1995  | 300 000 | Platine       |